# Angus Macfadyen
Angus Macfadyen (Glasgow, 21 de setembro de 1963) é um ator escocês.

## Biografia
Como seu pai era um médico que trabalha para a Organização Mundial de Saúde, Angus foi educado em muitos países diferentes: África, França, Filipinas e Singapura.
Mais tarde, estudou na Universidade de Edimburgo e da Escola Central de Fala e Drama, em Londres.
Fez a produção do filme "45" (2006), com Mila Jovovich, e apareceu na última episódios da série Alias.
Angus MacFayden Ficou famoso no Brasil no papel Jeff Reinhart no filme Jogos Mortais 3, Tambem aperencendo nas sequencias Jogos Mortais 4 e Jogos Mortais 5.
Ao longo de sua carreira, trabalhou ao lado de Angus alguns dos melhores atores do filme. Ele ganhou fama por seu papel como "Robert Bruce" em Coração Valente de Mel Gibson. Outros personagens que ela tem desempenhado incluem "Orson Welles", contracenando com Susan Sarandon em Cradle Will Rock (Cradle Will Rock), dirigido por Tim Robbins, de "Peter Lawford" em The Rat Pack e Richard Burton "com" Liz ", interpretada por Catherine Zeta-Jones no filme biográfico NBC, Destiny: A História de Elizabeth Taylor.
Outros filmes incluem "Divino Segredos da Irmandade Ya-Ya (Ya-Ya) e Titus Andronicus, dirigido por Julie Taymor.
Seus créditos televisivos incluem papéis de protagonista na minissérie Spartacus, Barba Negra, Jasão e os Argonautas, Five Days To Midnight ea série de drama "milagres" para a ABC.

## Filmografia
| Ano          | Filme                                     | Personagem                       | Notas                                   |
| ------------ | ----------------------------------------- | -------------------------------- | --------------------------------------- |
| 1991         | The Lost Language of Cranes               | Philip Benjamin                  | TV film                                 |
| 1991         | Soldier Soldier                           | Lt. Alex Pereira                 | Cinco episódios                         |
| 1993         | 15: The Life and Death of Philip Knight   | David McBride                    | TV film                                 |
| 1994         | Two Golden Balls                          | Dexter                           | TV film                                 |
| 1994         | Takin' Over the Asylum                    | Fergus                           | Quatro episódios                        |
| 1995         | Braveheart                                | Robert the Bruce                 | Also the film's narrator                |
| 1995         | Liz: The Elizabeth Taylor Story           | Richard Burton                   | TV film                                 |
| 1997         | Nevada                                    | West                             |                                         |
| 1997         | Warriors of Virtue                        | Komodo                           |                                         |
| 1997         | Snide and Prejudice                       | Michael Davidson/Adolf Hitler    |                                         |
| 1997         | Still Breathing                           | Philip                           |                                         |
| 1998         | Joseph's Gift                             | Carl                             |                                         |
| 1998         | The Brylcreem Boys                        | Count Rudolph von Stegenbek      |                                         |
| 1998         | The Rat Pack                              | Peter Lawford                    | TV film                                 |
| 1998         | Lanai-Loa                                 | Turner                           |                                         |
| 1999         | Facade                                    | Frederic Colbert                 | a.k.a. Death Valley                     |
| 1999         | Titus                                     | Lucius                           |                                         |
| 1999         | Cradle Will Rock                          | Orson Welles                     |                                         |
| 2000         | Jason and the Argonauts                   | Zeus                             | TV film                                 |
| 2000         | Second Skin                               | Sam Kane                         |                                         |
| 2001         | A Woman's a Helluva Thing                 | Houston Blackett                 | TV film                                 |
| 2001         | Styx                                      | Mike                             |                                         |
| 2002         | On the Roof                               | Jack                             |                                         |
| 2002         | Divine Secrets of the Ya-Ya Sisterhood    | Connor McGill                    |                                         |
| 2002         | Equilibrium                               | Dupont                           |                                         |
| 2003         | Miracles                                  | Alva Keel                        | Treze episódios                         |
| 2004         | Spartacus                                 | Marcus Crassus                   | TV film                                 |
| 2004         | 5ive Days to Midnight                     | Roy Bremmer                      | TV film                                 |
| 2005         | Tilt                                      | Roy "Mac" McEntyre               | Um episódio                             |
| 2005         | Murder on the Yellow Brick Road           | Michael Alberts                  |                                         |
| 2005         | Shooting Gallery                          | Tenderloin Tony                  | Direct-to-video                         |
| 2005         | Alias                                     | Joseph Ehrmann                   | Três episódios                          |
| 2006         | The Virgin of Juarez                      | Patrick Nunzio                   | Voice                                   |
| 2006         | Fatwa                                     | Bobby                            |                                         |
| 2006         | Blackbeard                                | Blackbeard                       | TV film                                 |
| 2006         | The Pleasure Drivers                      | Bill                             |                                         |
| 2006         | Scoundrels, Scallywags, and Scurvy Knaves |                                  | Direct-to-video                         |
| 2006         | Saw III                                   | Jeff Denlon                      | Nominated- Scream Award for Scream King |
| 2006         | .45                                       | Al                               |                                         |
| 2007         | The Rich Inner Life of Penelope Cloud     | Claude                           | TV film                                 |
| 2007         | Killer Wave                               | John McAdams                     | TV mini-series                          |
| 2007         | Redline                                   | Michael D'Orazio                 |                                         |
| 2007         | Saw IV                                    | Jeff Denlon                      | Cameo                                   |
| 2008         | Impulse                                   | Jonathan Dennison/Simon Phillips | Direct-to-video                         |
| 2008         | Clean Break                               | Matt McKay                       |                                         |
| 2008         | San Saba                                  | Bud                              |                                         |
| 2008         | Eleventh Hour                             | Jason Cooper                     | Um episódio                             |
| 2008         | Californication                           | Julian                           | Seis episódios                          |
| 2008         | Saw V                                     | Jeff Denlon                      | Cameo                                   |
| 2009         | Shadowheart                               | Will Tunney                      | Direct-to-video                         |
| 2009         | Pound of Flesh                            | Patrick Kelly                    |                                         |
| 2009         | Saw VI                                    | Jeff Denlon                      | Cameo                                   |
| 2010         | Lie to Me                                 | Jimmy Doyle                      | Um episódio                             |
| 2010         | Psych                                     | Logan Paget                      | Um episódio                             |
| 2011         | Shadows of the White Nights               | Richard                          | Post-production                         |
| 2011         | Criminal Minds                            | Sean McAllister                  | Um episódio                             |
| 2011         | We Bought a Zoo                           | Peter MacCready                  |                                         |
| 2012         | Chuck                                     | Nicholas Quinn                   | Villain                                 |
| 2013         | Copperhead                                | Jee Hagadorn                     |                                         |
| 2013         | Sugar                                     | Uncle Gene                       |                                         |
| 2013         | Resgatados pela Graça                     | Marcos                           | Baseado em história real                |
| 2014–present | Turn: Washington's Spies                  | Robert Rogers                    | Main cast                               |
| 2014–present | The Pinkertons                            | Allan Pinkerton                  | Main cast                               |
| 2015         | Macbeth                                   | Macbeth                          | Director, Starring Actor                |
| 2016         | Timeless                                  | Dr. Meier                        |                                         |

## lll
- Na Mira da Morte (2013) (Longa-metragem), Richard
- We Bought a Zoo (2011) (Longa-metragem), Peter MacCready
- Saw V (2008) (Longa-metragem), Jeff
- Impulse (2008), Dr. Jonathan Dennison / Simon Philips
- Saw IV (2007) (Longa-metragem), Jeff Denlon
- Velocidade sem Limites (2007) (Longa-metragem), Michael
- Saw III (2006) (Longa-metragem)
- Mentes Perversas (2005) (Longa-metragem)
- Divinos Segredos (2002) (Longa-metragem)
- Equilibrium (2002)
- Matadora de Aluguel (2000) (Longa-metragem)
- O Poder Vai Dançar (1999)
- Titus (1999) (Longa-metragem)
- Eternos Rivais (1998) (Longa-metragem)
- Os Maiorais (1998) (Feito para TV,Longa-metragem), Peter Lawford
- Guerreiros da Virtude (1997) (Longa-metragem)
- Sonhei Contigo (1997) (Longa-metragem), Philip
- Braveheart (1995) (Longa-metragem), Robert, o Bruce